# Lorena Sofia Orozco Orozco
Lorena Sofía Orozco Orozco (Fecha y lugar de nacimiento desconocidos) es una médica e investigadora mexicana. Es investigadora de Ciencias Médicas en el Instituto Nacional de Medicina Genómica (INMEGEN) donde se enfoca en el estudio de la genómica de enfermedades raras, enfermedades autoinmunes y enfermedades complejas como síndrome metabólico, diabetes y dislipidemias, entre otras.

## Trayectoria
Estudió medicina en la Facultad de Medicina de la Universidad Autónoma de Chihuahua. Es maestra y doctora por el Centro de Investigaciones y Estudios Avanzados (CINVESTAV), con posdoctorado en el Laboratorio de Diversidad Genómica (NIH, Frederick, MD. EUA).
Orozco ha realizado varias estancias de investigación en el Hospital for Sick Children, en Toronto, Canadá y en la Universidad de Carolina del Norte en Chapel Hill. Es investigadora de Ciencias Médicas del Laboratorio Inmunogenómica y Enfermedades Metabólicas en el INMEGEN.  Fue profesora titular de los cursos de Medicina Genómica en la Universidad Autónoma de la Ciudad de México (UACM) y desde 2012 es profesora titular de Alta Especialidad en Medicina Genómica de la UNAM-INMEGEN. Además de participar como tutora de maestría y doctorado de diferentes instituciones nacionales. 
Se desarrolla dentro del área de medicina y ciencias de la salud, siendo su principal línea de investigación el estudio de la genómica de enfermedades raras, enfermedades autoinmunes, genética de poblaciones y enfermedades complejas como síndrome metabólico, diabetes y dislipidemias, entre otras.

## Premios y reconocimientos
En 2014 recibió el Premio Nacional de Investigación, en la categoría de investigación clínica, por su trabajo con biomarcadores que predisponen al desarrollo de enfermedades del sistema inmune: asma y lupus eritematoso sistémico.También ha dirigido más de 50 tesis de posgrado.
A lo largo de su trayectoria ha recibido más de 25 premios y distinciones. Es miembro de la Academia Mexicana de Ciencias y miembro del Sistema Nacional de Investigadores nivel III.
En el año 2023 fue galardonada con el premio Deborah Nickerson memorial del GREGoR Consortium.

## Producción científica
Cuenta con más de 120 artículos de investigación original en revistas internacionales y nacionales, así como otros trabajos divulgación científica, incluyendo 15 capítulos de libros en el área de la genética molecular.
Cuenta con más de 12 000 citas científicas y muchos de los resultados de sus líneas investigación se han publicado en revistas como Nature, PNAS, JAMA, Human Genetics, Arthritis & Rheumatology, Diabetes Care, entre otras, como el trabajo Analysis of protein-coding genetic variation in 60,706 humans.
Además, ha participado en la impartición y actualización de cursos internacionales intensivos de enfermedades genéticas y metabólicas e impartido pláticas sobre enfermedades metabólicas como la diabetes mellitus en el Hospital General de México.